# Michael Walter (Übersetzer)
Michael Walter (* 4. Januar 1951 in Wiesbaden) ist ein deutscher
Übersetzer.

## Leben
Michael Walter studierte nach dem Abitur Philosophie und Anglistik an den Universitäten Mannheim und Freiburg im Breisgau. Er schloss dieses Studium mit dem Magistergrad ab und arbeitet seither als freier Übersetzer. Er ist in München ansässig und hatte 1988 einen Lehrauftrag zum Thema „Literarisches Übersetzen“ an der Universität München inne. Er übersetzt vorwiegend Belletristik aus dem Englischen.
In seiner Laudatio zur Verleihung des Johann-Heinrich-Voß-Preises sagte Hans Wollschläger, Walter habe in seiner Übersetzung des Tristram Shandy „der schweren deutschen Zunge jenen geschwinden Schlag“ gegeben, der „das tollend zarte Geschmetter dieser sehr ernsten Scherze erst hörbar“ mache.
Michael Walter ist Mitglied der Deutschen Akademie für Sprache und Dichtung in Darmstadt, der Bayerischen Akademie der Schönen Künste und im Verband deutschsprachiger Übersetzer literarischer und wissenschaftlicher Werke (VdÜ).

## Preise und Auszeichnungen
- 1989 Johann-Heinrich-Voß-Preis für Übersetzung
- 1999 Heinrich Maria Ledig-Rowohlt-Preis
- 2005 Johann-Friedrich-von-Cotta-Übersetzerpreis
- 2008 Helmut-M.-Braem-Preis
- 2010  Literaturstipendium der Stadt München
- 2018 Europäischer Übersetzerpreis Offenburg[2]
- 2019 Wilhelm-Merton-Preis für Europäische Übersetzungen[3]

## Übersetzungen
- Jeffrey Archer: Das Evangelium nach Judas von Benjamin Iskariot, Frankfurt am Main 2007
- Alan Ball: Fünf im gleichen Fummel, Frankfurt am Main 1993
- James Graham Ballard: Der ewige Tag und andere Science-Fiction-Erzählungen, Frankfurt am Main 1981
- James Graham Ballard: Freiflüge, Frankfurt am Main 1982
- James Graham Ballard: Der tote Astronaut, Frankfurt am Main 1983
- Julian Barnes: Flauberts Papagei, Zürich 1987
- Julian Barnes: Als sie mich noch nicht kannte, Zürich 1988
- Charlotte Brontë: Erzählungen aus Angria, Frankfurt am Main 1987 (übersetzt zusammen mit Jörg Drews)
- Edward Bulwer-Lytton: Das kommende Geschlecht, Frankfurt am Main 1980
- Lewis Carroll: Sylvie & Bruno, Frankfurt am Main 1980 (übersetzt zusammen mit Sabine Hübner)
- Joseph Conrad: Lord Jim, München 2022
- Irene Dische: Das zweite Leben des Domenico Scarlatti, Berlin 1995
- John Fisher: Alice im Wunderland der Rätsel, München 1985
- Edward Gibbon: Verfall und Untergang des römischen Imperiums, München 2003
- David Hare: Skylight, Reinbek 1995
- Richard Hughes: In Bedrängnis, aus dem Englischen (Originaltitel In Hazard), 3. Auflage, Dörlemann 2012, Zürich 2012, ISBN 978-3-908777-82-3.
- Richard Hughes: Orkan über Jamaika, Neuübersetzung aus dem Englischen, Dörlemann, Zürich 2013, ISBN 978-3-908777-91-5
- John Irving: Laßt die Bären los!, Zürich 1985
- Bryan S. Johnson: Christie Malry's doppelte Buchführung, München 1989
- Bryan S. Johnson: Lebensabend, München 1992
- Rudyard Kipling: Meine lieben Kinder, München 1986 (übersetzt zusammen mit Karin Graf)
- Andrew Knowles: Christsein von Kopf bis Fuß, Gießen 1986
- Patrick Little: Im Weißdornbaum, Modautal-Neunkirchen 1980
- Howard P. Lovecraft: In der Gruft und andere makabre Geschichten, Frankfurt am Main 1982
- Howard P. Lovecraft: Die Katzen von Ulthar und andere Erzählungen, Frankfurt am Main 1980
- Howard P. Lovecraft: Die Traumsuche nach dem unbekannten Kadath, Frankfurt am Main 1992
- Scott McPherson: Marvins Zimmer, Frankfurt am Main 1995
- Ian McEwan: Der Trost von Fremden, Zürich 1983
- Herman Melville: Billy Budd, München 2009 (übersetzt zusammen mit Daniel Göske)
- Eugene O’Neill: Alle Reichtümer der Welt, Frankfurt am Main 1995
- Eugene O’Neill: Fast ein Poet, Frankfurt am Main 1988
- Eugene O’Neill: Der große Gott Brown, Frankfurt am Main 1992
- Eugene O’Neill: Kaiser Jones, Frankfurt am Main 1990
- Eugene O’Neill: Eines langen Tages Reise in die Nacht, Frankfurt am Main 2002
- Eugene O’Neill: Seltsames Intermezzo, Frankfurt am Main 1993
- Eugene O’Neill: Trauer muß Elektra tragen, Frankfurt am Main 1990
- George Orwell: Farm der Tiere, Zürich 1982
- George Orwell: 1984, Berlin 1984
- Adam Phillips: Monogamie, Frankfurt am Main 1997
- Neil Simon: Ein Gag für Max, Frankfurt am Main 1994
- Arthur R. G. Solmssen: Berliner Reigen, Frankfurt am Main 1981
- Laurence Sterne: Eine empfindsame Reise durch Frankreich und Italien von Mr. Yorick. Berlin 2010
- Laurence Sterne: Leben und Ansichten von Tristram Shandy, Gentleman. Zürich 1983–1991
- Robert Louis Stevenson: Entführt oder die Erinnerungen des David Balfour an seine Abenteuer im Jahre 1751, Frankfurt am Main 1979
- Virginia Woolf: Nacht und Tag, Frankfurt am Main 1983 (übersetzt zusammen mit Walter Hartmann)
- Zeichen in Umberto Ecos Roman „Der Name der Rose“. Aufsatzsammlung. Hanser, München 1987; wieder dtv, 1989 (Übers. der englischen Texte). Hg. Burkhart Kroeber (dieser auch Übers. der ital. Texte)